# Abbazia di Santa Maria del Piano
L'abbazia di Santa Maria del Piano è un'ex abbazia benedettina sita a Pozzaglia Sabina nella valle Muzia nei pressi del confine con Orvinio.

## Storia
Secondo la tradizione la chiesa fu fondata nell'817 da Carlo Magno come ex voto alla Madonna per ringraziarla di una vittoria conseguita sui saraceni nei pressi di Pozzaglia Sabina, probabilmente mentre da Ancona era diretto verso Roma.
L'abbazia è menzionata due volte nel Regesto di Farfa: nel 1026 e nel 1062, facendo desumere che quindi fosse già in attività in quegli anni e che fosse collegata all'abbazia benedettina di Farfa. Sulla facciata della chiesa è inoltre incastonata una pietra che riporta l'iscrizione "Bartholomeus hoc op fieri fecit 1219", riferendosi probabilmente ad un restauro. In una bolla emessa nel 1217 da papa Onorio III si evince come l'abbazia, gestita dall'Ordine di San Benedetto, godesse già di una discreta importanza sia come edificio religioso che come struttura amministrativa. Ulteriori prove di questa importanza si possono riscontrare in due missive del 1330 e del 1333 di papa Giovanni XXII nelle quali all'abate di Santa Maria del Piano fu affidato un potere pari a quello del vescovo di Tivoli e dell'arciprete della basilica di San Giovanni in Laterano. Intorno al 1373 l'abbazia è menzionata nell'elenco di monasteri da riordinare secondo papa Gregorio XI.
Il complesso abbaziale fu messo in commenda nel 1447, pur proseguendo la propria attività fino alla soppressione avvenuta nel 1809, anno in cui papa Pio VII trasmise l'amministrazione degli edifici sacri al demanio napoleonico mentre le rendite ecclesiastiche passarono successivamente alla futura diocesi di Poggio Mirteto.
Nella prima metà del XIX secolo crollò una parte del soffitto mentre durante l'epidemia di colera del 1855 il comune di Orvinio ottenne l'autorizzazione dalla prefettura per inumarvi i cadaveri. L'abbazia subì quindi numerosi interventi che ne accelerarono sensibilmente il processo di deterioramento: furono rimossi il pavimento, ciò che rimaneva del tetto e la porta principale mentre fu murato l'ingresso principale e si svolsero numerosi scavi al di sotto del piano pavimentale. Nello stesso periodo un fulmine colpì il campanile, che subì danni minori. Il comune di Orvinio, pur non essendo territorialmente competente per la struttura, la acquistò nel 1869 dal demanio statale ma non avendo fondi a disposizione per il suo restauro si limitò a far nominare la struttura come monumento nazionale.
Le salme furono riesumate e traslate nel 1949 ma intorno al 1952 la facciata della chiesa crollò, spingendo il comune di Orvinio a cedere gratuitamente il complesso architettonico allo Stato. Tramite la Soprintendenza ai monumenti del Lazio fu portato un complesso intervento di restauro che si protrasse dal 1953 al 1957. Tuttavia negli anni successivi la chiesa fu bersaglio di diverse spoliazioni, con l'asportazione del rosone, del davanzale decorato con una scena di caccia, un bassorilievo con cavaliere, due protomi di ariete, la ghiera della monofora e i capitelli interni.
Nel 2024 nell'ambito dell'iniziativa Reuse Italy è stato bandito un concorso rivolto ad architetti e ingegneri o aspiranti tali per concepire il riuso dell'abbazia come centro di meditazione.

## Descrizione

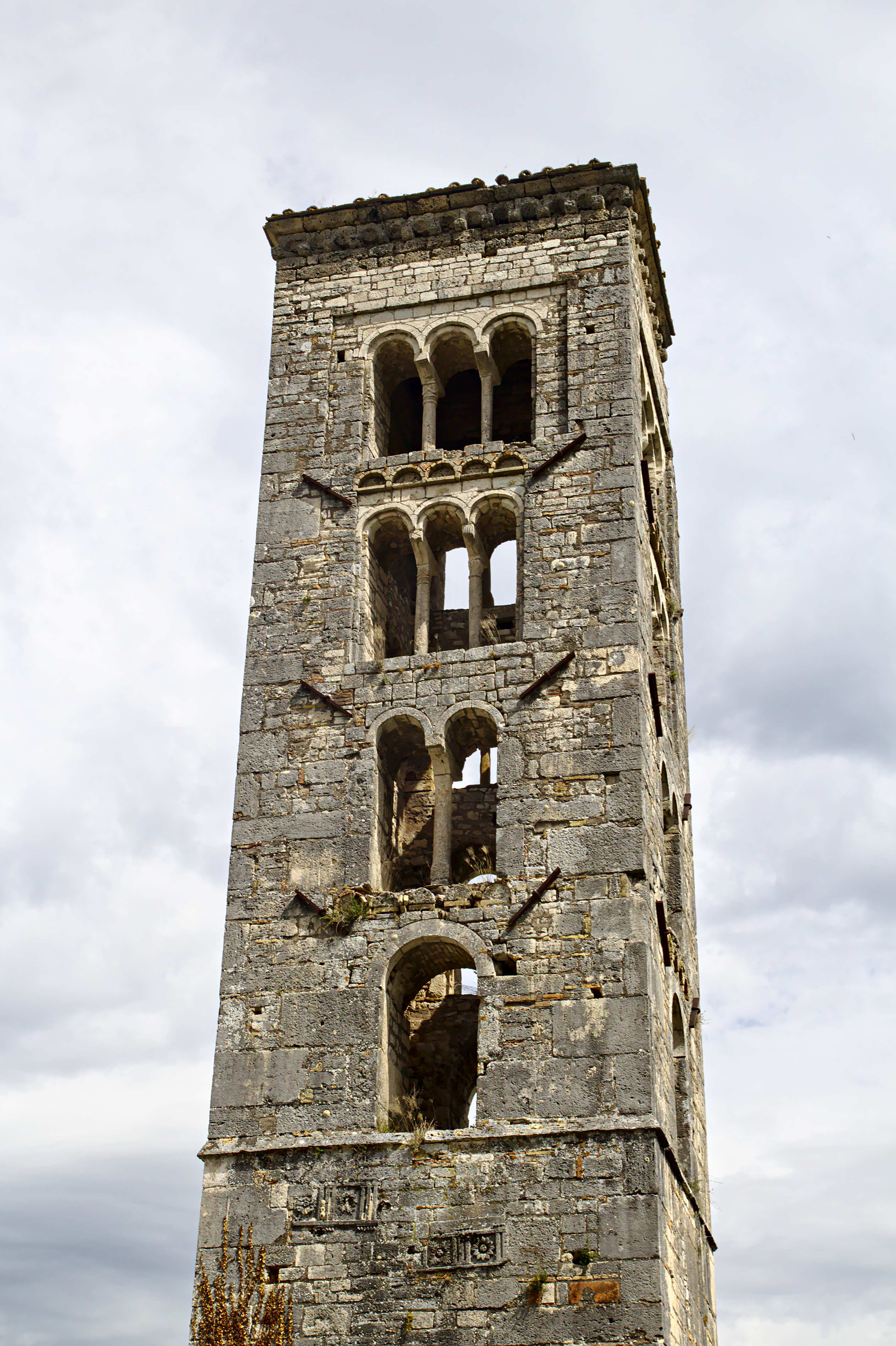
Dettaglio del campanile della chiesa.

La chiesa ha una pianta a croce latina e presenta un'unica navata con abside semicircolare sopraelevata e transetto, separato dalla navata da quattro archi a sesto leggermente ribassato, con archivolto a conci squadrati poggiati su semicolonne con lievi entasi e capitelli di varie forme (probabilmente materiale di recupero da strutture di epoca romana); è sprovvista del tetto, che anticamente era con volte a crociera. Alla chiesa è affiancato il campanile a pianta quadrata e alto circa 20 metri.